# Athlétisme aux Jeux asiatiques de 1986
Navigation
Édition précédente Édition suivante
Les compétitions d'athlétisme aux Jeux asiatiques de 1986 se sont déroulés à Séoul, en Corée du Sud.

## Résultats

### Hommes
| Event | Or                                                                   | Or             | Argent                                                     | Argent         | Bronze                                                            | Bronze         |
| --- | -------------------------------------------------------------------- | -------------- | ---------------------------------------------------------- | -------------- | ----------------------------------------------------------------- | -------------- |
| 100 m | Talal Mansour Qatar                                                  | 10 s 30        | Hiroki Fuwa Japon                                          | 10 s 44        | Zheng Chen Chine                                                  | 10 s 47        |
| 200 m | Chang Jae-keun Corée du Sud                                          | 20 s 71        | Li Feng Chine                                              | 20 s 97        | Masahiro Nagura Japon                                             | 21 s 10        |
| 400 m | Susumu Takano Japon                                                  | 45 s 00        | Isidro del Prado Philippines                               | 45 s 96        | Mohamed al-Malky Oman                                             | 46 s 42        |
| 800 m | Kim Bok-joo Corée du Sud                                             | 1 min 49 s 15  | Ryu Tae-kyung Corée du Sud                                 | 1 min 49 s 89  | Najem al-Sowailem Koweït                                          | 1 min 50 s 31  |
| 1 500 m | Shuji Oshida Japon                                                   | 3 min 43 s 88  | Ryu Tae-kyung Corée du Sud                                 | 3 min 44 s 51  | Mohamed Suleiman Qatar                                            | 3 min 44 s 68  |
| 5 000 m | Kim Jong-yoon Corée du Sud                                           | 13 min 50 s 63 | Masanari Shintaku Japon                                    | 13 min 52 s 65 | Yutaka Kanai Japon                                                | 13 min 53 s 73 |
| 10 000 m | Masanari Shintaku Japon                                              | 28 min 26 s 74 | Kim Jong-yoon Corée du Sud                                 | 28 min 30 s 54 | Toshihiko Seko Japon                                              | 29 min 31 s 90 |
| Marathon | Takeyuki Nakayama Japon                                              | 2 h 08 min 21  | Hiromi Taniguchi Japon                                     | 2 h 10 min 08  | Ryu Jae-sung Corée du Sud                                         | 2 h 16 min 55  |
| 3000 m steeple | Shigeyuki Aikyo Japon                                                | 8 min 36 s 98  | Cheng Shouguo Chine                                        | 8 min 37 s 33  | Hajime Nagasato Japon                                             | 8 min 42 s 30  |
| 110 m haies | Yu Zhicheng Chine                                                    | 14 s 07        | Lu Qianbin Chine                                           | 14 s 34        | Kim Jin-tae Corée du Sud                                          | 14 s 37        |
| 400 m haies | Ahmed Hamada Jassim Bahreïn                                          | 49 s 31 (NR)   | Ryoichi Yoshida Japon                                      | 49 s 40        | Jasem al-Douwaila Koweït                                          | 50 s 22        |
| Saut en hauteur | Zhu Jianhua Chine                                                    | 2,31 m         | Liu Yunpeng Chine                                          | 2,27 m         | Shuji Ujino Japon                                                 | 2,21 m         |
| Saut à la perche | Ji Zebiao Chine                                                      | 5,40 m         | Liang Xueren Chine                                         | 5,30 m         | Lee Jae-bok Corée du Sud                                          | 5,00 m         |
| Saut en longueur | Kim Jong-il Corée du Sud                                             | 7,94 m         | Junichi Usui Japon                                         | 7,92 m         | Chen Zunrong Chine                                                | 7,80 m         |
| Triple saut | Norifumi Yamashita Japon                                             | 17,01 m        | Park Young-jun Corée du Sud                                | 15,97 m        | Zou Zhenxian Chine                                                | 15,76 m        |
| Lancer du poids | Ma Yongfeng Chine                                                    | 18,30 m        | Gong Yitian Chine                                          | 17,82 m        | Yoshihisa Urita Japon                                             | 17,51 m        |
| Lancer du disque | Li Weinan Chine                                                      | 58,28 m        | Hirotaka Maeda Japon                                       | 54,14 m        | Manjeet Singh Inde                                                | 52,80 m        |
| Lancer du marteau | Shigenobu Murofushi Japon                                            | 69,20 m        | Luo Jun Chine                                              | 66,34 m        | Lu Dongping Chine                                                 | 66,28 m        |
| Lancer du javelot | Kazuhiro Mizoguchi Japon                                             | 76,60 m        | Kim Jae-sang Corée du Sud                                  | 74,44 m        | Park Jong-sam Corée du Sud                                        | 74,12 m        |
| Décathlon | Chen Zebin Chine                                                     | 7255 pts       | Takeshi Kojo Japon                                         | 7171 pts       | Park Young-jun Corée du Sud                                       | 7163 pts       |
| 20 km marche | Sun Xiaoguang Chine                                                  | 1 h 25 min 46  | Jiang Shaohong Chine                                       | 1 h 26 min 57  | Chand Ram Inde                                                    | 1 h 28 min 03  |
| 4 × 100 m | Chine Cai Jianming Li Tao Yu Zhuanghui Zheng Chen                    | 39 s 17        | Japon Arikawa Hirofumi Miyazaki Hirofumi Koike Hiroki Fuwa | 39 s 31        | Corée du Sud Sung Nak-kun Chang Jae-keun Kim Jong-il Shim Duk-sup | 39 s 66        |
| 4 × 400 m | Japon Koichi Konakatomi Kenji Yamauchi Hiromi Kawasumi Susumu Takano | 3 min 2 s 33   | Iraq Youseif Saihan Laftat Mahdi                           | 3 min 7 s 28   | Philippines                                                       | 3 min 9 s 26   |
| Records et Performances - AR : Record continental (area record) - CR : Record des championnats (championship record) - MR : Record du meeting (meet record) - NR : Record national (national record) - OR : Record olympique (olympic record) - PR : Record paralympique (paralympic record) - PB : Record personnel (personal best) - SB : Meilleure performance personnelle de la saison (season's best) - WL : Meilleure performance mondiale de l'année (world leader) - WJR : Record du monde junior (world junior record) - WR : Record du monde (world record) Circonstances et Conditions - DNF : N'a pas terminé (did not finish) - DNS : N'a pas pris le départ (did not start) - DQ : Disqualification (disqualification) - NM : Aucun essai valable enregistré (No Mark) - Q : Qualifié « directement » au prochain tour (ou à la prochaine compétition), lors d'une compétition majeure, grâce au classement ou à la réalisation des minima (automatic qualifier) - q : Qualifié au prochain tour (ou à la prochaine compétition), lors d'une compétition majeure, grâce au repêchage ou à la réalisation de l'une des meilleures performances parmi celles des « non qualifiés directement » (grâce au meilleur temps ou à la meilleure distance par exemple) (secondary qualifier) |                                                                      |                |                                                            |                |                                                                   |                |

### Femmes
| Event | Or                        | Or             | Argent                    | Argent         | Bronze                             | Bronze         |
| --- | ------------------------- | -------------- | ------------------------- | -------------- | ---------------------------------- | -------------- |
| 100 m | Lydia de Vega Philippines | 11 s 53        | P.T. Usha Inde            | 11 s 67        | Ratjai Sripet Thaïlande            | 11 s 75        |
| 200 m | P.T. Usha Inde            | 23 s 44        | Lydia de Vega Philippines | 23 s 47        | Park Mi-Sun Corée du Sud           | 23 s 8         |
| 400 m | P.T. Usha Inde            | 52 s 16        | Shiny Abraham Inde        | 53 s 32        | Hiromi Isozaki Japon               | 53 s 76        |
| 800 m | Lim Chun-Ae Corée du Sud  | 2 min 05 s 72  | Yang Liuxia Chine         | 2 min 06 s 04  | Josephine Mary Singarayar Malaisie | 2 min 07 s 44  |
| 1 500 m | Lim Chun-Ae Corée du Sud  | 4 min 21 s 38  | Yang Liuxia Chine         | 4 min 22 s 07  | Kim Wei-Ja Corée du Sud            | 4 min 23 s 47  |
| 3 000 m | Lim Chun-Ae Corée du Sud  | 9 min 11 s 92  | Zhang Xiuyun Chine        | 9 min 12 s 64  | Suman Rawat Inde                   | 9 min 14 s 70  |
| 10 000 m | Wang Xiuting Chine        | 32 min 47 s 77 | Kumi Araki Japon          | 33 min 20 s 75 | Xiao Hongyan Chine                 | 33 min 47 s 22 |
| Marathon | Eriko Asai Japon          | 2 h 41 min 03  | Misako Miyahara Japon     | 2 h 41 min 36  | Weng Yanmin Chine                  | 2 h 42 min 21  |
| 100 m haies | Chen Kemei Chine          | 13 s 76        | Chizuko Akimoto Japon     | 13 s 88        | Naomi Jojima Japon                 | 14 s 07        |
| 400 m haies | P.T. Usha Inde            | 56 s 08        | Zhao Qianqian Chine       | 59 s 37        | Chen Yuying Chine                  | 59 s 37        |
| Saut en hauteur | Megumi Sato Japon         | 1,89 m         | Zheng Dazhen Chine        | 1,89 m         | Kim Hee-sun Corée du Sud           | 1,89 m         |
| Saut en longueur | Liao Wenfen Chine         | 6,37 m         | Huang Donghuo Chine       | 6,19 m         | Minako Isogai Japon                | 6,14 m         |
| Lancer du poids | Huang Zhihong Chine       | 17,51 m        | Cong Yuzhen Chine         | 17,44 m        | Aya Suzuki Japon                   | 15,06 m        |
| Lancer du disque | Hou Xuemei Chine          | 59,28 m        | Li Xiaohui Chine          | 58,94 m        | Lee Sang-Yuk Corée du Sud          | 50,26 m        |
| Lancer du javelot | Li Baolian Chine          | 59,42 m        | Emi Matsui Japon          | 55,00 m        | Jang Sun-Hee Corée du Sud          | 52,78 m        |
| Heptathlon | Zhu Yuqing Chine          | 5580 pts       | Ye Lianying Chine         | 5413 pts       | Ji Jung-Mi Corée du Sud            | 5067 pts       |
| 10 km marche | Guan Ping Chine           | 48 min 40 s    | Xu Yongjiu Chine          | 49 min 50 s    | Hideko Hirayama Japon              | 51 min 12 s    |
| 4 × 100 m | Chine                     | 44 s 78        | Thaïlande                 | 45 s 14        | Corée du Sud                       | 45 s 59        |
| 4 × 400 m | Inde                      | 3 min 34 s 58  | Japon                     | 3 min 39 s 77  | Chine                              | 3 min 41 s 59  |
| Records et Performances - AR : Record continental (area record) - CR : Record des championnats (championship record) - MR : Record du meeting (meet record) - NR : Record national (national record) - OR : Record olympique (olympic record) - PR : Record paralympique (paralympic record) - PB : Record personnel (personal best) - SB : Meilleure performance personnelle de la saison (season's best) - WL : Meilleure performance mondiale de l'année (world leader) - WJR : Record du monde junior (world junior record) - WR : Record du monde (world record) Circonstances et Conditions - DNF : N'a pas terminé (did not finish) - DNS : N'a pas pris le départ (did not start) - DQ : Disqualification (disqualification) - NM : Aucun essai valable enregistré (No Mark) - Q : Qualifié « directement » au prochain tour (ou à la prochaine compétition), lors d'une compétition majeure, grâce au classement ou à la réalisation des minima (automatic qualifier) - q : Qualifié au prochain tour (ou à la prochaine compétition), lors d'une compétition majeure, grâce au repêchage ou à la réalisation de l'une des meilleures performances parmi celles des « non qualifiés directement » (grâce au meilleur temps ou à la meilleure distance par exemple) (secondary qualifier) |                           |                |                           |                |                                    |                |

## Tableau des médailles
| Rang | Nation       | Or | Argent | Bronze | Total |
| ---- | ------------ | -- | ------ | ------ | ----- |
| 1    | Chine        | 17 | 18     | 8      | 43    |
| 2    | Japon        | 11 | 13     | 11     | 35    |
| 3    | Corée du Sud | 7  | 5      | 13     | 25    |
| 4    | Inde         | 4  | 2      | 3      | 9     |
| 5    | Philippines  | 1  | 2      | 1      | 4     |
| 6    | Qatar        | 1  | 0      | 1      | 2     |
| 7    | Bahreïn      | 1  | 0      | 0      | 1     |
| 8    | Thaïlande    | 0  | 1      | 1      | 2     |
| 9    | Iraq         | 0  | 1      | 0      | 1     |
| 10   | Koweït       | 0  | 0      | 2      | 2     |
| 11   | Oman         | 0  | 0      | 1      | 1     |
| 11   | Malaisie     | 0  | 0      | 1      | 1     |